# 青岛清真寺 (常州路)
36°03′42″N 120°19′30″E / 36.06167°N 120.32500°E
青岛清真寺位于中华人民共和国山东省青岛市市南区常州路9号，其建筑初建于1898年，原为德商哈利洋行临时建筑，1929年改为清真寺，2007年新清真寺建成后停用。现为市南区一般不可移动文物。

## 历史
常州路青岛清真寺所在院落最初为邻近清军总兵衙门左营的一片中式平房。德军占领青岛后的1898年，此处建成两座呈“T”字形排列的平房，其中南侧平房为哈利洋行青岛分行于1898年9月2日青岛第一轮土地拍卖中购地所建，前部用作商店，后部为仓储、居住之用。该建筑早期用途曾被误认为“德国第一邮政代理处”。1901年3月，哈利洋行在兰山路的新楼启用，旧平房此后由要塞工程局使用。1907-1908年间，要塞工程局将原哈利洋行平房后侧的平房部分拆除以增建二层后楼。1914年日军占领青岛后此处用途不详。
青岛地区原非回民聚居区，胶济铁路开通后始有回民从山东内陆到青岛谋生。1928年，阿訇王万英在河南路租平房两间作为礼拜场所。1929年，回族将领马福祥就任青岛市市长，其随员多为回民。同年，经马福祥支持，王万英等人募捐购入常州路数座房屋，其中常州路9号原哈利洋行临时商店及后侧二层楼房改建为清真寺。“文革”期间清真寺曾遭破坏，宗教活动停止，房屋挪作他用。1981年，经青岛市人民政府拨款，清真寺全面维修，1982年7月23日开斋节恢复开放。
2000年，该建筑以“德国第一邮政代理处旧址”之名列入第一批青岛市历史优秀建筑。2007年，同安路562号新清真寺建成开放，常州路旧清真寺停止使用。曾有穆斯林呼吁旧清真寺重新开放，未果。2012年11月6日，该建筑列入市南区未核定为文物保护单位的不可移动文物（一般不可移动文物）名录。2021年，此处改为咖啡馆及餐厅。

## 建筑特色
常州路青岛清真寺占地面积1508平方米，建筑面积436.4平方米，砖石结构。前楼一层，檐高2.6米，红瓦坡屋顶，浅色外墙，正立面山墙在改建为清真寺后为三个仿圆顶形状，山墙下嵌有一块石刻，上刻“P.S. 1898”字样。主入口位于正立面山墙下。后楼二层，红瓦坡屋顶，屋檐出挑，二层开长条窗，外墙转角、檐部以红砖装饰，其入口位于前楼内，楼内设花岗岩悬挑式楼梯及铁制扶手。清真寺一层设办公室、会议室、伙房、浴室，二层为礼拜堂。